# Livadeia
Livadeia (in greco Λιβαδειά?, pron. Livadià) è un comune della Grecia situato lungo la strada per Delfi, nella periferia della Grecia Centrale (unità periferica della Beozia) con 32 151 abitanti secondo i dati del censimento 2001.
A seguito della riforma amministrativa detta Programma Callicrate in vigore dal gennaio 2011 che ha abolito le prefetture e accorpato numerosi comuni, la superficie del comune è ora di 694 km² e la popolazione è passata da 21 492 a 32 151 abitanti.
Dista 130 km da Atene in direzione nord-ovest.

## Storia

### Periodo classico
La tradizione vuole che l'antico nome della città fosse quello di Mideia e che fosse posizionata in collina. Nome che fu cambiato quando l'ateniese Levado si trasferì nella zona; in questo periodo la città era conosciuta per la presenza dell'oracolo di Trofonio.

## Sport

### Calcio
La squadra principale della città è il Athlītikos Podosfairikos Omilos Levadeiakos.